# Scopula perlineata
Scopula perlineata är en fjärilsart som beskrevs av William Schaus 1913. Scopula perlineata ingår i släktet Scopula och familjen mätare. Inga underarter finns listade.